# Acquedotto De Ferrari Galliera
L'Acquedotto De Ferrari-Galliera (DFG) è stata un'impresa italiana impegnata nella gestione di impianti idrici, nonché nella produzione di energia idroelettrica.

## Storia
La Società Anonima Acquedotto De Ferrari-Galliera venne fondata a Genova nel 1880. Il capitale sociale era di tre milioni di lire, sottoscritto per quasi metà da azionisti belgi e per un terzo da finanzieri genovesi, in particolare da Raffaele De Ferrari, duca di Galliera. In seguito si sarebbero affermate come maggiori azioniste della società le famiglie Parodi e Anfossi. La sede era nel Palazzo Cristoforo Spinola, in piazza della Nunziata, 6. Lo scopo era quello di fornire di acqua potabile la città di Genova, il cui fabbisogno idrico era soddisfatto solo al 60%.
L'impianto principale captava le acque del torrente Gorzente in comune di Campomorone, sul versante settentrionale dell'Appennino, e le portava a Genova con una tubazione lunga 35 km della portata di 600 l/s. La tubazione attraversava l'Appennino in una galleria apposita. L'idea era stata elaborata dall'ingegner Niccolò Bruno, che diresse anche i lavori di realizzazione dell'impianto. A tal fine l'impresa realizzò i tre sbarramenti che crearono i tre laghi del Gorzente: a partire dal 1883 furono costruiti il lago Lavezze, poi chiamato lago Bruno in onore del suo ideatore ed esecutore dei lavori, e il lago Lungo. Nel 1914 venne costruito dalla società il lago Badana proprio sotto Costa Lavezzara.
Negli anni successivi la società costruì numerosi altri impianti, in particolare nel 1905 furono realizzati gli impianti per captare le acque del subalveo del Polcevera a Campi e del Varenna a Pegli.
L'Acquedotto De Ferrari-Galliera diversificò la propria attività anche nel settore elettrico, quando si comprese che il dislivello di 350 metri che l'acqua percorreva scendendo dalla galleria transappeninica poteva essere sfruttato per produrre energia elettrica.  Perciò, a partire dal 1890 le acque dei laghi del Gorzente furono utilizzate per alimentare la prima centrale idroelettrica italiana. La potenza era di 1600 kW. Si deve osservare che questa centrale, come la prima centrale termoelettrica italiana, la Centrale Santa Radegonda di Milano, producevano corrente continua, secondo il sistema Edison.
Le centrali costruite furono inizialmente tre, intitolate a Galvani, Volta e Pacinotti, in quanto le turbine dell'epoca non reggevano pressioni troppo forti ed era stato necessario spezzare il flusso idrico in più punti. Nel 1907, essendosi perfezionata la tecnica impiantistica, si poté sostituire le tre centrali con una unica situata in fondo al salto d'acqua, in località Isoverde.
Il De Ferrari-Galliera espanse a più riprese la propria attività nel settore della produzione e distribuzione dell'energia elettrica. Nel 1891 fondò la Società Genovese di Elettricità. Quest'impresa, tuttavia, nel 1896 venne ceduta al gruppo berlinese AEG e da questo incorporata nelle Officine Elettriche Genovesi. Nel 1898 fu costituita una nuova compagnia elettrica, la Società Ligure di Elettricità e nel 1906 fu la volta della Società anonima forze idrauliche Alta Scrivia.
Anche l'attività propriamente idrica si adeguava ai progressi della tecnica e nel 1914 venne costruito l'impianto di potabilizzazione delle acque.
Nel 1956 il De Ferrari-Galliera acquisì il controllo del rivale Acquedotto Nicolay.
Nel 1959 la DFG realizzò gli impianti per la captazione dai torrenti Leira e Cerusa, a Voltri.
Giovan Battista, detto Giamba, Parodi fu maggior azionista e presidente dell'azienda dal 1972 al 1992. Negli anni settanta il De Ferrari Galliera aveva il 45% del mercato dell'acqua potabile genovese, rispetto al 40% dell'AMGA e al 15% del Nicolay.
Il 3 marzo 2000 con un'offerta pubblica di acquisto la Acea di Roma acquisì il 67% del DFG.
Nel 2006 l'Acquedotto De Ferrari Galliera si fuse con la Genova Acque (ex AMGA) e con l'Acquedotto Nicolay per dare vita alla Mediterranea delle Acque, che a sua volta confluirà nella Iren.